# Svetlana Feofanova
Svetlana Evgenievna Feofanova (em russo:  Светлана Евгеньевна Феофанова; Moscou, 16 de Julho de 1980) é uma atleta russa que pratica salto com vara. Foi campeã mundial indoor e outdoor em 2003 e faturou a medalha de prata nos Jogos Olímpicos de Atenas 2004 e a de bronze nos Jogos Olímpicos de Pequim 2008.
Seus recordes pessoais são de 4,88 m em competições ao ar livre (outdoor) e 4,85 m em pistas cobertas (indoor). Feofanova era a recordista mundial da modalidade em 2004, perdendo os recordes posteriormente para Elena Isinbaeva.